# Pelle Svanslös på äventyr
Pelle Svanslös på äventyr är en barnbok skriven av Gösta Knutsson som kom ut 1939. Det är den första boken om Pelle Svanslös och den kom att efterföljas av elva böcker till.
Delar av boken låg till grund i den tecknade långfilmen Pelle Svanslös från 1981.